# Флаг Измайлова
Флаг внутригородского муниципального образования Изма́йлово в Восточном административном округе города Москвы Российской Федерации.
Флаг утверждён 27 января 2004 года и является официальным символом муниципального образования Измайлово.

## Описание
«Флаг муниципального образования Измайлово представляет собой двустороннее, прямоугольное полотнище с соотношением сторон 2:3.
Полотнище флага разделено диагонально из нижнего угла, прилегающего к древку.
В верхней, жёлтой части помещено изображение красного грифона, держащего зелёную виноградную кисть. Габаритные размеры изображения составляют 1/4 длины и 7/16 ширины полотнища. Центр изображения находится на расстоянии 1/6 длины полотнища от бокового края полотнища, прилежащего к древку, и на расстоянии 5/16 ширины полотнища от верхнего края полотнища.
В нижней, голубой части помещено изображение светло-коричневого ботика с развевающимися флагами, на белом парусе которого изображён чёрный вензель Петра I. Габаритные размеры изображения составляют 2/5 длины и 1/2 ширины полотнища. Центр изображения находится на расстоянии 1/4 длины полотнища от бокового края полотнища, противоположного древку, и на расстоянии 5/16 ширины полотнища от нижнего края полотнища».

## Обоснование символики

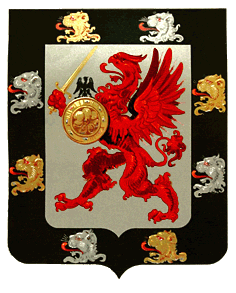
Герб рода Романовых.

Красный грифон в жёлтой части полотнища, как основной элемент родового герба Романовых, символизирует расположение в Измайлове подмосковного дворца и усадьбы царя Алексея Михайловича Тишайшего.
Зелёная виноградная гроздь символизирует то, что в царской усадьбе проводились получившие широкую известность сельскохозяйственные эксперименты, в том числе по выращиванию винограда.
Исторический ботик в голубой части полотнища символизирует зарождение в Измайлове русского флота, величие задуманной и осуществлённой Петром I идеи о превращении России в морскую державу.